# 汪宗洙
汪宗洙，字道元（道源），廣東番禺縣人，汪精衛之侄子，日本大學專門部法律科畢業，湖北補用知縣，歷充京兆財政廳徵椎科科長，東北政務委員會機要處秘書，財政部公債處長，江蘇捲菸煤油稅局長，蘇浙皖統稅局長，四川區稅務局長，廣東印花菸酒稅局局長。隨李準航海，西沙番禺島即以其籍貫命名。